# Agabus melanarius
Espèce
Agabus melanarius est une espèce d'insectes de l'ordre des coléoptères, de la famille des dytiscinés.